# Spencer Perceval
Spencer Perceval KC (1 de novembro de 1762 – 11 de maio de 1812) foi um político britânico e primeiro-ministro do Reino Unido. Perceval é o único primeiro-ministro britânico a ter sido assassinado, e o único procurador-geral a se tornar primeiro-ministro.

## Vida
O filho mais novo de um conde anglo-irlandês, Perceval foi educado na Harrow School e no Trinity College, em Cambridge. Ele estudou direito em Lincoln's Inn, atuou como advogado no circuito de Midland e, em 1796, tornou-se conselheiro do rei. Ele entrou na política aos 33 anos como membro do Parlamento (MP) por Northampton. Seguidor de William Pitt, o Jovem, Perceval sempre se descreveu como um "amigo do Sr. Pitt", ao invés de um conservador. Perceval se opôs à emancipação católica e à reforma do Parlamento; ele apoiou a guerra contra Napoleão e a abolição do comércio atlântico de escravos. Ele se opunha à caça, jogos de azar e adultério; ele não bebia tanto quanto a maioria dos parlamentares da época, doava generosamente para caridade e gostava de passar o tempo com seus treze filhos.
Após uma entrada tardia na política, sua ascensão ao poder foi rápida: foi nomeado procurador-geral da Inglaterra e País de Gales no ministério de Addington, chanceler do Tesouro e líder da Câmara dos Comuns no segundo ministério de Portland, e então se tornou primeiro-ministro em 1809. À frente de um governo fraco, Perceval enfrentou uma série de crises durante seu mandato, incluindo um inquérito sobre a expedição Walcheren, a loucura do rei Jorge III, depressão econômica e motins luditas. Ele superou essas crises, prosseguiu com sucesso a Guerra Peninsular face ao derrotismo da oposição, e conquistou o apoio do Príncipe Regente. Sua posição parecia mais forte no início de 1812, quando, no saguão da Câmara dos Comuns, foi assassinado por um comerciante com queixa contra seu governo.
Perceval tinha quatro irmãos mais velhos que sobreviveram até a idade adulta. Através da expiração de sua linhagem masculina, herdeiros do sexo masculino, o condado de Egmont passou para um de seus bisnetos no início do século XX e foi extinto em 2011.

## Primeiro Ministro: 1809–1812
Não se esperava que o novo ministério durasse. Foi especialmente fraco na Câmara dos Comuns, onde Perceval tinha apenas um membro do gabinete - o secretário do Interior, Richard Ryder - e teve que contar com o apoio de backbenchers no debate. Na primeira semana da nova sessão parlamentar em janeiro de 1810, o governo perdeu quatro divisões, uma em uma moção de inquérito sobre a Expedição Walcheren (na qual, no verão anterior, uma força militar com a intenção de tomar Antuérpia se retirou depois de perder muitos homens a uma epidemia na ilha de Walcheren, na costa holandesa) e três na composição do comitê de finanças. O governo sobreviveu ao inquérito sobre a Expedição Walcheren à custa da renúncia do líder da expedição, John Pitt, 2º Conde de Chatham. O parlamentar radical Sir Francis Burdett foi internado na Torre de Londres por ter publicado uma carta no Registro Político de William Cobbett denunciando a exclusão da imprensa do inquérito pelo governo. Demorou três dias, devido a vários erros, para executar o mandado de prisão de Burdett. A multidão saiu às ruas em apoio a Burdett, as tropas foram convocadas e houve baixas fatais. Como chanceler, Perceval continuou a encontrar fundos para financiar a campanha de Wellington na Península Ibérica, contraindo uma dívida menor do que seus antecessores ou sucessores.
O rei Jorge III comemorou seu Jubileu de Ouro em 1809; no outono seguinte, ele mostrava sinais de retorno da doença que havia levado à ameaça de uma regência em 1788. A perspectiva de uma regência não era atraente para Perceval, já que o príncipe de Gales era conhecido por favorecer os whigs e não gostar de Perceval. pelo papel que desempenhou na "delicada investigação". O Parlamento foi suspenso duas vezes em novembro de 1810, quando os médicos deram relatórios otimistas sobre as chances do rei voltar à saúde. Em dezembro, comitês selecionados dos Lordes e dos Comuns ouviram as evidências dos médicos, e Perceval finalmente escreveu ao Príncipe de Gales em 19 de dezembro dizendo que planejava apresentar um projeto de lei de regência no dia seguinte. Tal como aconteceu com o projeto de lei de Pitt em 1788, haveria restrições: o regente a rainha seria responsável pelo cuidado do rei, e a propriedade privada do rei seria cuidada por curadores.
O Príncipe de Gales, apoiado pela Oposição, opôs-se às restrições, mas Perceval conduziu o projeto de lei ao Parlamento. Todos esperavam que o regente mudasse seus ministros, mas, surpreendentemente, ele escolheu manter seu velho inimigo Perceval. A razão oficial dada pelo regente era que ele não queria fazer nada para agravar a doença de seu pai. O rei concordou com o projeto de lei da regência em 5 de fevereiro, o regente prestou juramento real no dia seguinte e o Parlamento foi formalmente aberto para a sessão de 1811. A sessão foi amplamente ocupada com problemas na Irlanda, depressão econômica e a controvérsia do ouro na Inglaterra (um projeto de lei foi aprovado para tornar as notas bancárias com curso legal) e operações militares na península.
As restrições à Regência expiraram em fevereiro de 1812, o Rei ainda não dava sinais de recuperação e o Príncipe Regente decidiu, após uma tentativa malsucedida de persuadir Gray e Grenville a ingressar no governo, manter Perceval e seus ministros. Richard Wellesley, 1º Marquês Wellesley, após intrigas com o Príncipe Regente, renunciou ao cargo de secretário de Relações Exteriores e foi substituído por Castlereagh. Enquanto isso, a oposição montava um ataque às Ordens do Conselho, que haviam causado uma crise nas relações com a América e eram amplamente responsabilizadas pela depressão e pelo desemprego na Inglaterra. Os tumultos estouraram nas Midlands e no Norte e foram duramente reprimidos. A moção de um comitê seleto foi derrotada na Câmara dos Comuns, mas, sob contínua pressão dos fabricantes, o governo concordou em estabelecer um Comitê de Toda a Câmara para considerar as Ordens do Conselho e seu impacto no comércio e na manufatura. A comissão começou a examinar as testemunhas no início de maio de 1812.

## O assassinato de Spencer Perceval
Ocorreu às 17h15min de 11 de maio de 1812, uma segunda-feira. Perceval morreu após ser baleado no saguão da Câmara dos Comuns, em Londres. Seu assassino era John Bellingham. Bellingham foi detido e, quatro dias após o assassinato, foi julgado, condenado e sentenciado à morte.